# 皮斯甘
皮斯甘（法語：Puisseguin，發音：[pɥis(ə)ɡɛ̃]）是法国吉伦特省的一个市镇，属于利布尔讷区。该

## 地理
皮斯甘（44°55'25"N, 0°4'23"W）面积17.25 平方千米，位于法国新阿基坦大区吉倫特省，该省份为法国西南部沿海省份，是法國本土面积最大的省，北起滨海夏朗德省，西临大西洋，南至朗德省，东南接洛特-加龍省，东临多爾多涅省。
与皮斯甘接壤的市镇（或旧市镇、城区）包括：吕萨克、圣热内斯-德卡斯蒂永、蒙塔涅、圣西巴尔、圣菲利普代吉耶、塔亚克。
皮斯甘的时区为UTC+01:00、UTC+02:00（夏令时）。

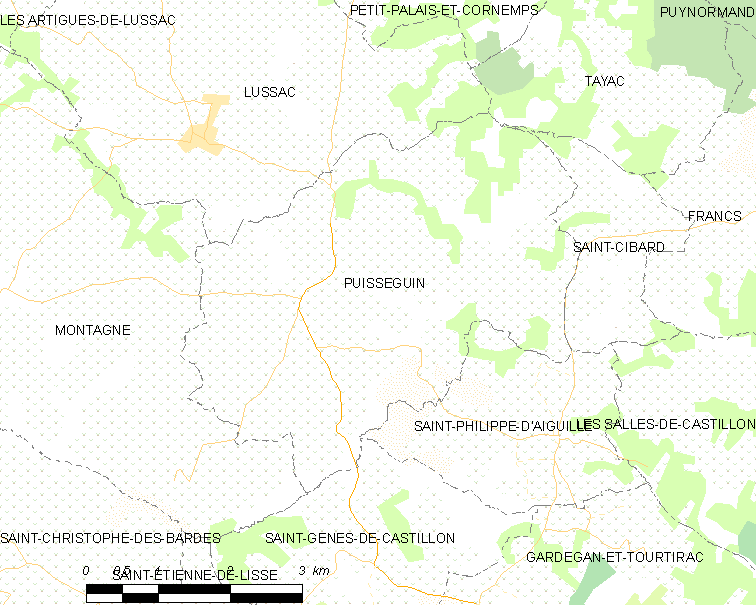
皮斯甘的OSM定位图

## 行政
皮斯甘的邮政编码为33570，INSEE市镇编码为33342。

## 政治
皮斯甘所属的省级选区为北利布尔奈县。

## 人口

1962-2008年间皮斯甘人口变化图示

皮斯甘于2022年1月1日时的人口数量为828人。